# Спиридонов, Николай (шахматист)
Николай Спиридонов (28 февраля 1938, Плевен — 13 марта 2021) — болгарский шахматист, гроссмейстер (1979). Инженер.
Чемпион Болгарии (1969). Лучшие результаты в других чемпионатах Болгарии: 1964 — 3-е, 1971 — 4-е, 1975 — 1—3-е, 1982 — 3—5-е; 1986 — 4—6-е места. В составе команды Болгарии участник многих международных соревнований, в том числе Олимпиады 1964.
Лучшие результаты в международных турнирах: Дебрецен (1969) — 2—3-е м.; Поляница-Здруй (1971) — 1—2-е; Варна (1974 и 1977) — 1—3-е и 1—2-е; Кикинда (1975) — 2-е; Перник (1975 и 1979) — 1—3-е и 2—3-е; Вроцлав (1980) — 1-е; Варна (1984) — 1—4-е; Русе (1984) — 2-е; Скопье (1984) — 1— 2-е; Опатия (1985) — 2—6-е места (210 участников).

## Изменения рейтинга
| Графики недоступны из-за технических проблем. См. информацию на Фабрикаторе и на mediawiki.org. |